# Létay Lajos (költő)

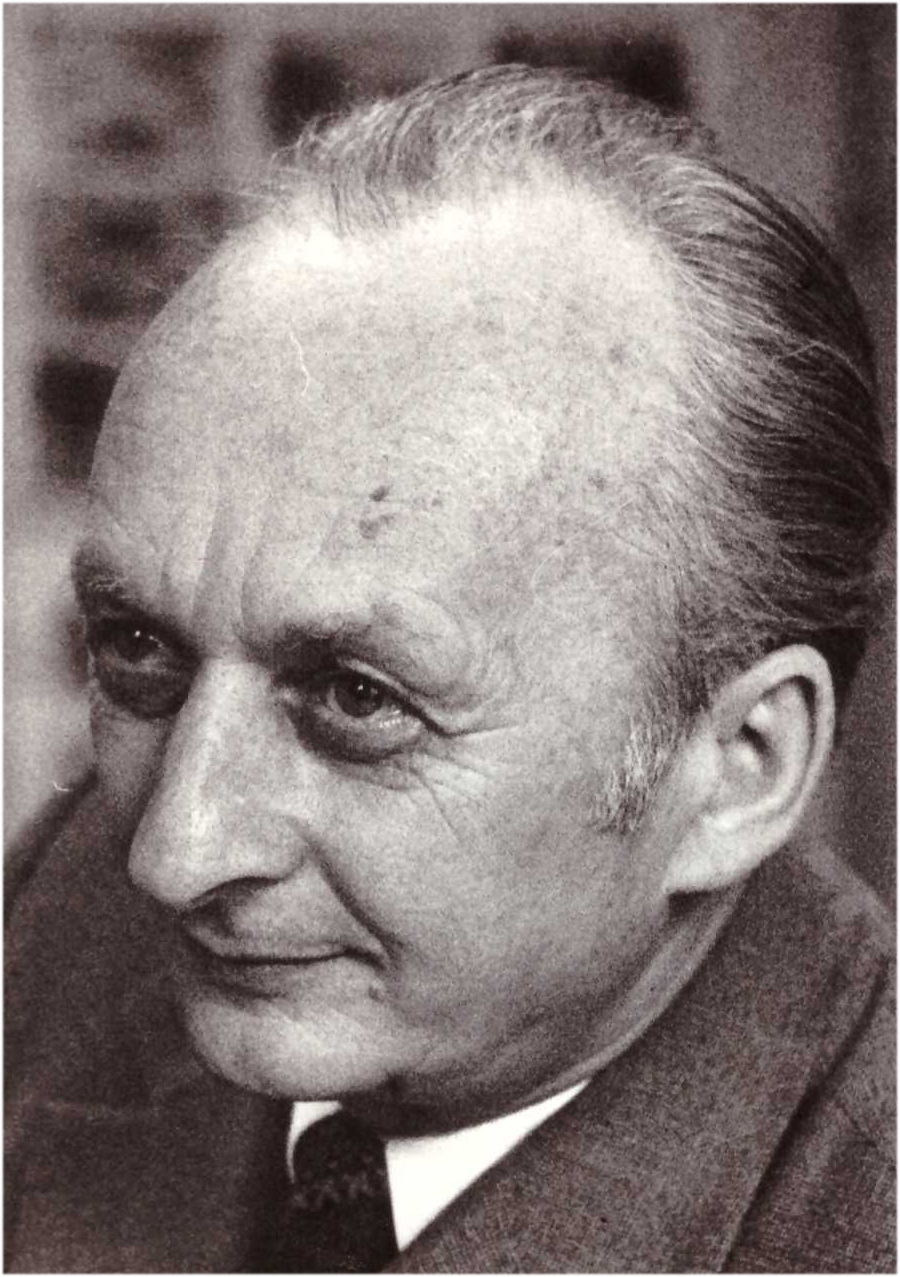
Csomafáy Ferenc felvétele

Létay Lajos (Aranyosrákos, 1920. január 23. – Kolozsvár, 2007. szeptember 26.) erdélyi magyar költő, író, szerkesztő, publicista, tanár, képviselő, Létay László műépítész apja.

## Élete
Létay Lajos 1920. január 23-án született Aranyosrákoson Létay Domokos és Komjátszegi Gizella gyermekeként.
Egyetemi tanulmányait a I. Ferdinánd Egyetemen kezdte Kolozsváron, 1939–1940 között. 1940–1944 között a Ferenc József Tudományegyetem hallgatója volt Kolozsváron.
1944–1948 között a kolozsvári unitárius főgimnáziumban, 1948–1953 között pedig a 2. sz. gimnáziumban irodalomtanár volt. 1953–1956 között a Kolozsvári Állami Magyar Színház irodalmi titkára volt. A Világosság, az Erdély, az Utunk munkatársaként tevékenykedett, valamint az Irodalmi Almanachot és Dolgozó Nőt szerkesztette. 1958–1990 között az Utunk főszerkesztőjeként működött. Parlamenti képviselő, a Román Kommunista Párt Központi Bizottságának tagja volt. 1990-ben vonult nyugalomba.
Nyugdíjasként is részt vett az irodalmi közéletben, író-olvasó találkozókon szerepelt, a 2003-as zetelakai író-olvasó találkozó fiatal résztvevőinek alkotásai örömmel töltötték el, biztosítva látta az irodalom jövőjét az erdélyi magyarság körében. Kolozsvárt érte a halál. Mielőtt szülőfalujában, Aranyosrákoson végső nyugalomra helyezték, a Házsongárdi temető kápolnájában búcsúztatták szerettei, barátai, ismerősei. Bálint Benczédi Ferenc unitárius lelkész a szellemi, lelki emberre emlékezett, Szilágyi István búcsúztatóját pedig Rekita Rozália színművésznő olvasta fel. Az író búcsúztatóbeszédében röviden ismertette az író, költő, szerkesztő életrajzát Kolozsvárra kerülésétől kezdve. 2007. október 3-án helyezték örök nyugalomra az aranyosrákosi temetőben.

## Lírájáról
Halk szavú lírikusként indult az Erdélyi Helikon, Keleti Újság és a Termés hasábjain. Költészetének eredendő jegye az aranyosrákosi emlékekben gyökerező családias idill, a nosztalgiával telt elégia s mindezzel egybehangzó impresszionista képalkotás. Ez a líra később a rímes publicisztikának adott helyet, kiváltva Földes László bírálatát, amiért "a való világ helyett a tükrözött világot szemléli..." Maradandó értékűvé gyermekversei váltak. Publicisztikája az erdélyi hagyományok, író-barátságok, utazások, iskola- és falulátogatások szubjektív, életképszerű vallomásait rögzíti.

## Magánélete
1945-ben feleségül vette Lőrinczy Editet. Egy fiuk született; László (1954).

## Kötetei magyar nyelven
- Új világ épül (versek, 1952)
- Gond és öröm (versek, 1956)
- Hajnali emlék (versek, 1957)
- Kakukkvirág, kankalin (versek, 1958)
- Csóka, dió, diófa (gyermekversek, 1960)
- A föld hatalma (versek, 1963)
- Madárkenyér (gyermekversek, 1963)
- Itáliai napok (úti jegyzetek, 1966)
- Mit akar a ceruza? (gyermekversek, 1966)
- Létay Lajos legszebb versei (1967)
- A költészet útjain (lírai jegyzetek, 1971)
- Repülj, madárka! (gyermekversek, 1974)
- Szélrózsa. Jegyzetek (publicisztikai írások, 1986)
- Búcsú a lányoktól (2002)
- Hozzád szóló szavak (2004)

## Kötetei román fordításban
- Versuri alese (Ford. Ion Brad, 1955)
- Casa nouă, casa roșie (Ford. Ion Brad, 1960)
- Ce vrea creionul (Ford. Ion Brad, 1970)
- Depărtări (Ford. Ion Brad, Ion Horea és Aurel Ghiurgheanu, 1976)

## Díjak, elismerések
- Romániai Írók Egyesületének díja (verseiért, 2005)[2]